# Offensive nationale
L'Offensive Nationale (en allemand : Nationale Offensive ; abrégé en NO) est un ancien parti néonazi allemand qui a existé du 3 juillet 1990 au 22 décembre 1992.
Il est fondé et présidé par Michael Swierczek, ancien président du Parti des travailleurs allemands libres (FAP) en Bavière.
La plate-forme du NO est axée sur la lutte contre les immigrants. Considérant que le métissage des cultures est un génocide, il appelle à l'expulsion des étrangers, au renforcement de la législation allemande en matière d'asile et à la difficulté d'obtenir la nationalité allemande.
La NO n'a pas obtenu suffisamment de signatures pour participer aux élections du Landtag en Bavière le 14 octobre 1990. En février 1991, Michael Swierczek et Christian Malcoci, un autre membre de la NO, sont inculpés pour le maintien de l'Aktionsfront Nationaler Sozialisten/Nationale Aktivisten (ANS/NA), qui avait été interdit en 1983. En 1991, il comptait environ 100 membres, car il était en mesure de recruter des membres en dehors de la Bavière. Alors que le parti pouvait recruter davantage de membres en Allemagne de l'Est, ce nombre est passé à 140 environ en 1992. Depuis l'Allemagne de l'Est, le parti a tenté d'établir des contacts avec la population germanophone de Silésie, en Pologne, afin de créer une organisation étatique.
Alors que l'ex-SS, Josef Schwammberger, est jugé pour crimes de guerre de 1991 à 1992, la NO l'a publiquement soutenu. En 1992, le NO organise une série de conférences avec le négationniste britannique David Irving, qui avait été introduit a la NO par Christian Worch. Le 22 décembre 1992, le ministère de l'Intérieur interdit la NO, un jour après l'interdiction du Deutscher Kameradschaftsbund (DKB) et un mois après celui de l'Alternative allemande (DA) et du Front nationaliste (NF).